# New York Herald
New York Herald (по-русски Нью-Йорк Геральд) — крупнотиражная газета со штаб-квартирой в Нью-Йорке, существовавшая с 1835 по 1924 год.

## История
Первый номер газеты был издан её основателем, Джеймсом Гордоном Беннеттом (старшим), 6 мая 1835 года. К 1845 году она стала самой популярной и прибыльной ежедневной газетой США. В 1861 году тираж газеты достиг 84 000 экземпляров, что позволило ей называть себя «самой массовой газетой в мире». Беннетт считал, что задача газеты — «не учить, но удивлять». Редакционная политика издателя имела антикатолический уклон и была нацелена на приверженцев партии Know-Nothing, хотя сам Беннетт не являлся ярым националистом. Во время Гражданской войны в США газета поддерживала Демократическую партию. С 1846 по 1866 год главным редактором газеты был Фредерик Хадсон.
При Джеймсе Гордоне Беннетте (младшем) газета оказала финансовую поддержку Генри Мортону Стэнли, организовавшему экспедицию в Африку по поискам Давида Ливингстона, который был обнаружен 10 ноября 1871 года. Газета также поддержала трансафриканскую экспедицию Стенли 1874—1877 годов, а в 1879-м — трагический поход Джорджа Де Лонга к Северному полюсу.
4 октября 1887 года Беннетт-младший направил в Париж Джулиуса Чемберса с целью начать выпуск европейской версии газеты. После переезда в Париж самого Беннетта «Нью-Йорк Геральд» испытывал сложности из-за попыток управлять газетой с помощью телеграмм. В 1924 году, после смерти Беннетта-младшего, газету приобрело конкурирующее издание New York Tribune, сформировав новую газету New York Herald Tribune. В 1959 году New York Herald Tribune и её европейская версия были проданы Джону Хэю Уитни, тогдашнему послу США в Великобритании. В 1966 году выпуск газеты в Нью-Йорке был прекращён. Washington Post и New York Times получили контроль над европейской версией, переименовав её в International Herald Tribune. К сегодняшнему дню газета полностью принадлежит New York Times, оставаясь англоязычной газетой, печатающейся в 35 городах мира и продающейся в 180 странах.

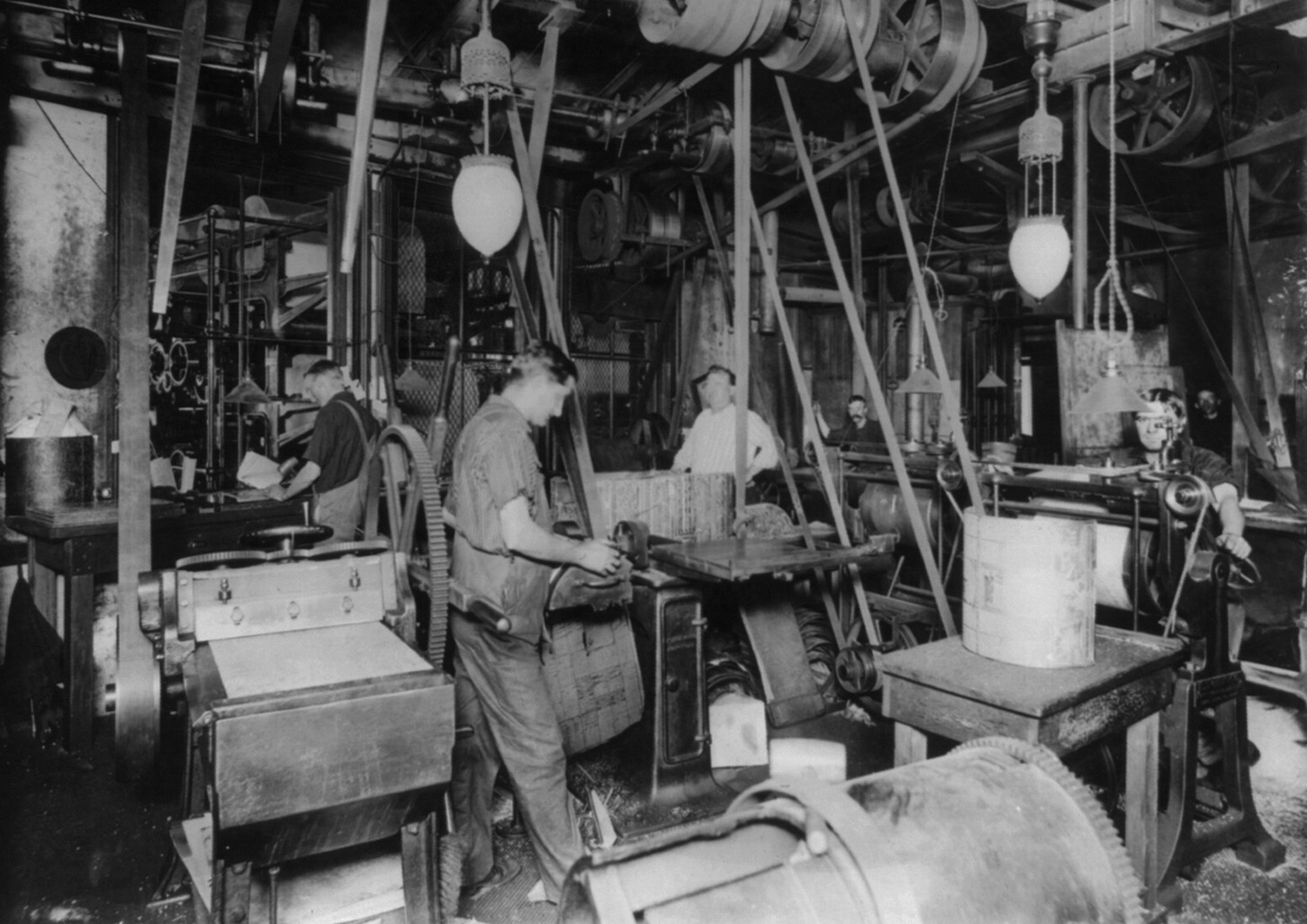
Печатный цех New York Herald (1902)

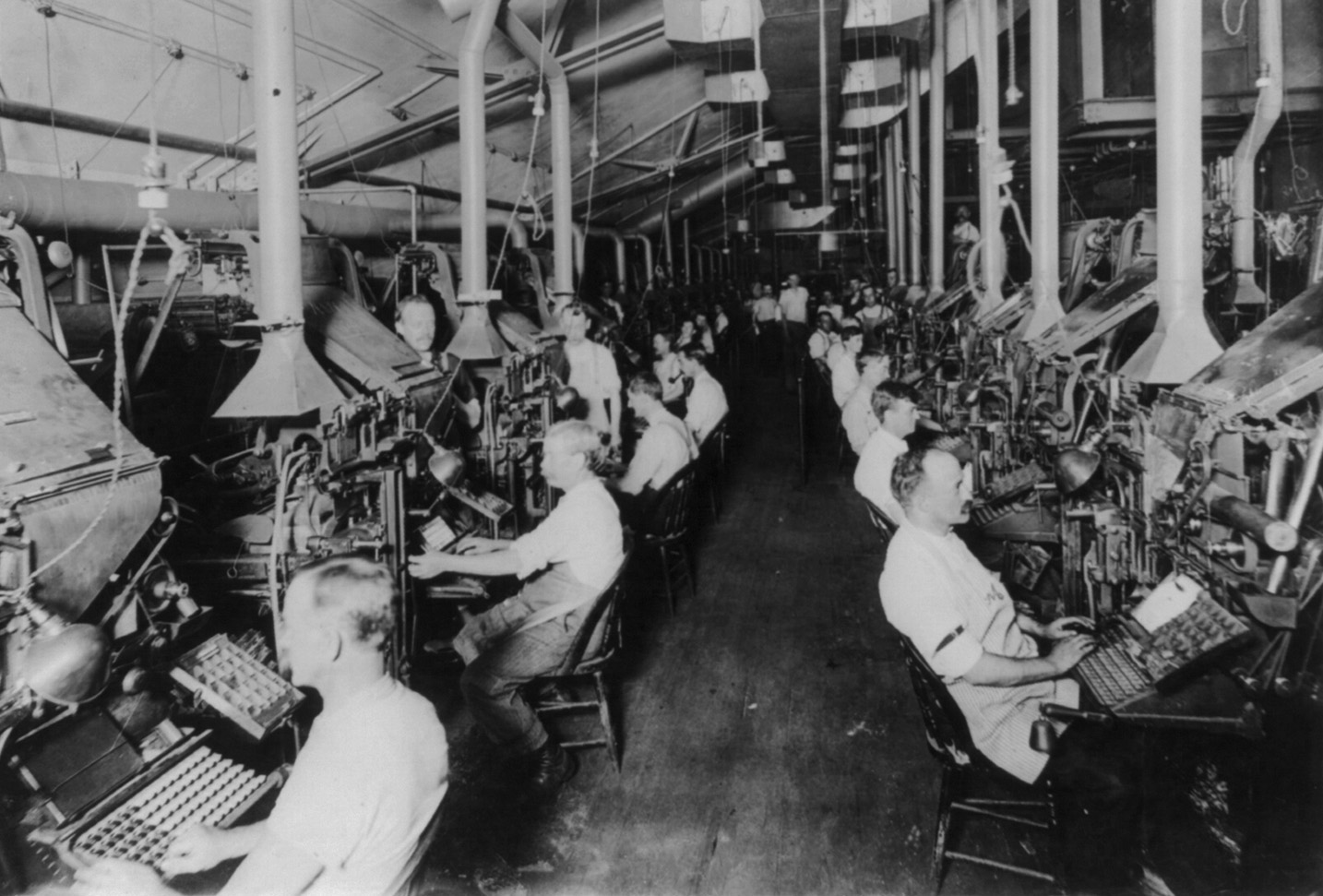
Наборщики New York Herald за линотипами (1902)

Когда «Геральд» находился под контролем Беннеттов, он считался самой агрессивной и сенсационной среди ведущих нью-йоркских газет. Способность развлекать публику актуальными ежедневными новостями сделала её тираж самым высоким для своего времени.

### Evening Telegram
Газета New York Evening Telegram была создана в 1867 Беннеттом-младшим и считалась вечерней версией «Геральда». В 1920 году Evening Telegram приобрёл Фрэнк Манси, что разорвало её связи с New York Herald.

## Память
Площадь Геральд-сквер в Нью-Йорке названа в честь New York Herald. На северной стороне площади стоит памятник Беннеттам.